# Buteo brachyurus
Buteo brachyurus là một loài chim trong họ Accipitridae.